# Фелікс Любомирський
Фелікс Любомирський гербу Шренява (нар. перед 1480 — пом. 1533) — польський шляхтич, засновник княжої гілки роду Любомирських.

## Життєпис
Фелікс Любомирський був п'ятим сином Петра з Любомежа Любомирського, протопласти роду Любомирських, і Дороти з Ґнойника Ґноєнської. Народився перед 1480 роком, адже у цьогорічному документі про розмежування маєтків про нього сказано, що «був ще малолітнім і неправоздатним, тому за нього поручалися і підписалися його брати Петро і Якуб Любомирський».
Був дідичем частини населених пунктів Любомеж, Ґрабе, Вальова-Ґура, Пасербець, Воля-Ґрабська.
1487 його сестра Ельжбета зреклася на користь своїх братів Якуба, Петра, Станіслава, Дітріха і Фелікса прав на батьківські маєтки.
1496 року Фелікс засвідчив продаж за 600 флоринів братові Якубу своєї майбутньої частки батьківських маєтків (брати отримали право на них 1499 року) у населених пунктах Любомеж, Ґрабе, Воля-Ґрабська, Вальова-Ґура, Пасербець та млина у Лососіні-Ґурній і зобов'язався зробити відповідний запис у земельних книгах (1499).
1506 року за отримані від брата гроші (600 флоринів) і отримане віно дружини придбав Славковиці. Звідтоді він з синами називалися Любомирськими з Славковиць.
1510 року придбав за 1500 флоринів Пежхувець, Ґраюв, частину Хоронґвиці; 1511 року став державцем королівщини Пежхув; пізніше також став володарем Дзекановичі та ще декілька інших сіл, був також державцем сіл Клокова і Жухова.
1521 року разом із братом Станіславом отримав відмову в суді щодо опіки над племінником Йоахімом, сином померлого брата Якуба.
Під кінець життя докупив Сулув, Волиця Ґжималовська, Заблоце, Трамбки; Явчиці, очевидно отримав як віно дружини.
Помер Фелікс Любомирський 1533 року.

## Сім'я
Був двічі одружений. Першою дружиною була Беата Явецька Чорна, донька Міколая Чорного, підстарости краківського і старости освенцимського зі знатного, багатого і вигасаючого роду Одровонжів. Цей шлюб заклав міцні підвалини для майбутнього добробуту роду Любомирських. Подружжя мало велике потомство:
- Доньки:
  - Ельжбета — дружина Яна з Пшибиславиць Мінора (1525);
  - Анна — дружина Яна Забавського (до 1523 р.), вдруге вийшла за Павла Мрука з Сецеховиць (1525), втретє — 1547 року за Яна Оцеського, каштеляна завихостського, пізніше — великого канцлера коронного[3];
  - Катаржина — дружина Яна Габанського;
  - Правдоподібно була ще одна донька, одружена з Маршовським[4].
- Сини:
  - Якуб (пом. 1553) — канонік сондецький, управитель монастиря кларисок у Новому Сончі, плебан у Дзекановичах;
  - Петро (пом. після 1560 р.) — плебан у Жабні (1547-1560);
  - Вавринець (нар. біля 1500 р. — після 1547 р.) — королівський придворний;
  - Себастьян (поч. XVI ст.-1558) — стольник і підстолій надвірний коронний, староста сяноцький, стольник краківський[1];
  - Станіслав (бл. 1513-1577) — дідич батьківських маєтків[7].

З другою дружиною Анною невідомого походження Фелікс мав сина:
- Северина (Марціна; ?- бл. 1562) — був підстаростою сяноцьким (1556)[1].